# Schwarzkinn-Schattenkolibri
Der Schwarzkinn-Schattenkolibri  (Threnetes leucurus), auch Orangekehl-Schattenkolibri, Hellschwanz-Schattenkolibri oder Hellschwanzeremit, ist eine Vogelart aus der Familie der Kolibris (Trochilidae), die in Kolumbien, Venezuela, Guyana, Suriname, Französisch-Guayana, Brasilien, Ecuador, Peru und Bolivien vorkommt. Der Bestand wird von der IUCN als „nicht gefährdet“ (Least Concern) eingeschätzt.

## Merkmale

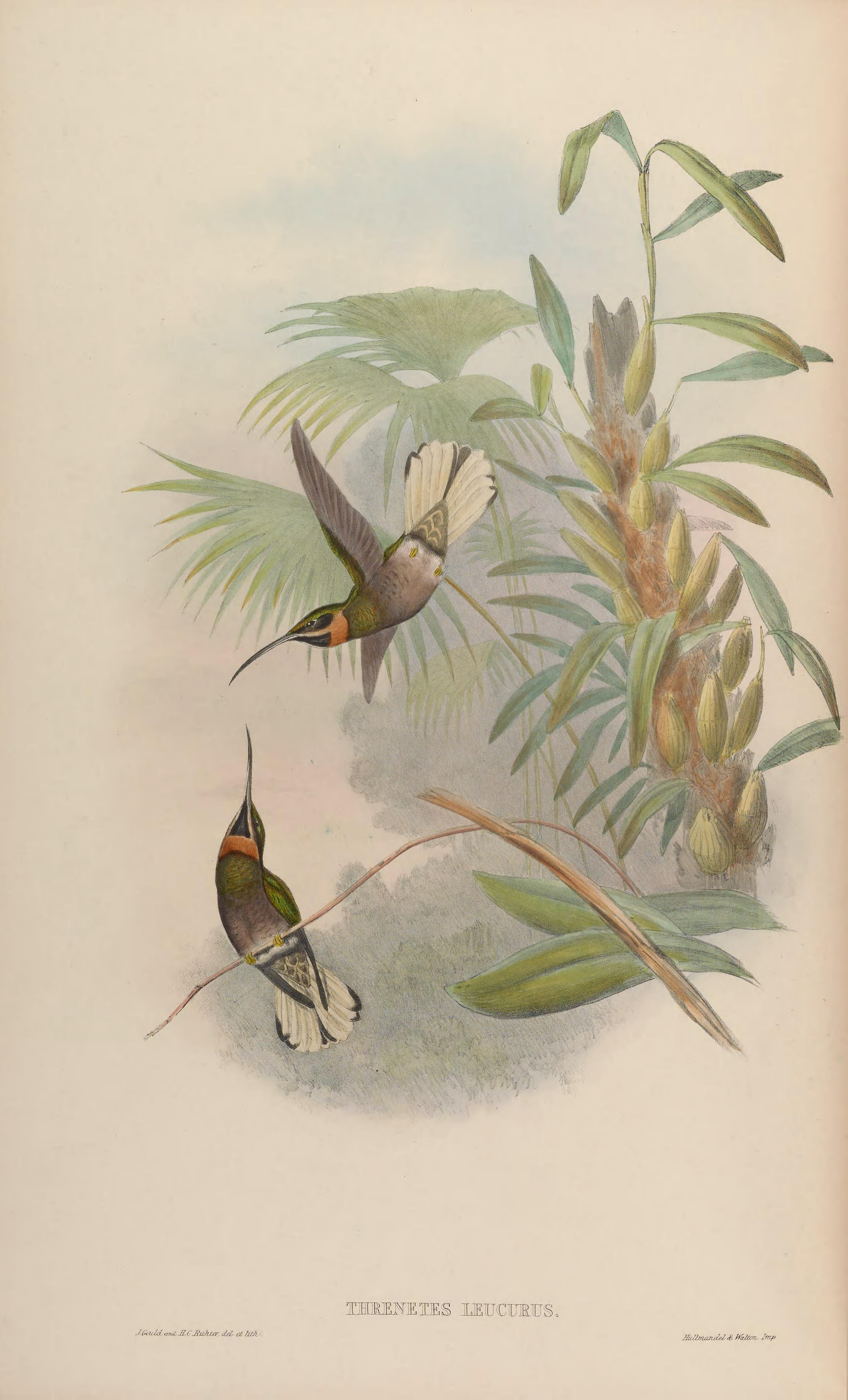
Schwarzkinn-Schattenkolibris, Zeichnung

Der Schwarzkinn-Schattenkolibri erreicht bei einem Gewicht von 4 bis 7 g eine Körperlänge von 10 bis 12,2 cm, der Schwanz 3,6 cm und der Schnabelrücken 2,9 cm ausmachen. Die Flügel sind je 6,2 cm lang. Die Oberseite, die Halsseiten, die Flügeldecken und Flanken sind bronzegrün. Das Kinn ist schwarz, Ohrdecken und Brust schwarzbraun. Die Kehle ist rostrot, der Bauch graubräunlich. Die graugrünlichen Unterschwanzdecken haben helle Säume. Die Flügel sind schwärzlich purpurn gefärbt. Die mittleren Steuerfedern sind bronzegrün mit kleinen weißen Spitzen, die seitlichen Steuerfedern sind weiß, wobei die äußersten schwarze Spitzen haben. Der Oberschnabel ist schwarz, der Unterschnabel weißlich mit dunkler Spitze. Die Füße sind gelbbraun.

## Verhalten und Ernährung
Der Schwarzkinn-Schattenkolibri bezieht seinen Nektar von Helikonien, Costus, Monotagma und anderen blühenden Pflanzen. In Kolumbien wurde er an Palicourea lasiantha und Psychotria bahiensis aus der Familie der Rötegewächse, Heliconia standleyi und Heliconia stricta aus der Familie der Helikonien, Drymonia coccinea und Drymonia semicordata aus der Familie der Gesneriengewächse, Arten aus der Gattung Pseudobombax aus der Familie der Wollbaumgewächse und Sanchezia peruviana aus der Familie der Akanthusgewächse beobachtet. Als sogenannter Trapliner fliegt er regelmäßig in rascher Folge Blüten dieser Pflanzen an. Ebenso ernährt er sich von kleinen Gliederfüßern.

## Fortpflanzung
Die Brutzeit für T. l. medianus ist von September bis März, mit vereinzelten Berichten über Nester im Mai, September und Oktober im Nordosten südlich des Amazonas. In Guyana brütet er von Januar bis März. Gonadenaktivitäten weisen in Pará darauf hin, dass er dort von Juli bis Oktober brütet. Aus Peru werden Brutaktivitäten von August bis September, aus Ecuador und dem extremen Südwesten Venezuelas im Februar berichtet. Das Nest des Schwarzkinn-Schattenkolibris ist ein ordentlicher, konischer Kelch aus fasrigen Wurzeln, dünnen Zweigen, abgestorbenen Blättern und grünlich weißen Flechten. Es wird an der Unterseite der Spitze eines Palmwedels von z. B. Euterpe oleracea oder Oenocarpus bacaba zwischen 0,6 und 3,5 Metern über dem Boden angebracht. Das Nest ähnelt dem des Sägeschnabel-Schattenkolibris (Ramphodon naevius) und des Rotschwanz-Schattenkolibris (Glaucis hirsutus), ist aber dichter gebaut und mit mehr Flechten an der Außenseite dekoriert. Es ist ca. 120 mm hoch, der Außenradius beträgt ca. 55 mm und der Innenradius ca. 40 mm bei einer Nesttiefe von ca. 30 mm. Die zwei ca. 0,72 g schweren Eier sind ca. 17 × 9,5 mm groß. Die Brutdauer beträgt 16 bis 18 Tage, wobei die Jungvögel nach dem Schlüpfen 21 bis 25 Tage lang Nesthocker sind. Das Ausbrüten erfolgt ausschließlich durch das Weibchen. Die Küken haben eine altrosa Haut, sind dunkel beflaumt und haben einen gelblich schwarzen Schnabel.

## Lautäußerungen
Der Gesang des Schwarzkinn-Schattenkolibris besteht aus einer schnellen hellen Phrase aus fünf bis zehn Tönen, die im Abstand von einigen Sekunden wiederholt wird. Der Gesang ähnelt dem des Weißbinden-Schattenkolibris (Threnetes ruckeri), doch stößt er diesen in höherem Tempo aus. Die Laute beinhalten helle scharfe tsit-Töne, die manchmal verdoppelt werden.

## Verbreitung und Lebensraum

Verbreitungsgebiet des Schwarzkinn-Schattenkolibris (hellgrünː Vorkommen möglich)

Der Schwarzkinn-Schattenkolibri bevorzugt offenere Gebiete im feuchten Tiefland und höher gelegenen tropischen Wäldern, Galeriewälder, Übergangs- und Überflutungswälder wie Várzea und Igapó-Wald, Sekundärvegetation, buschige Weideflächen und Plantagen. In Französisch-Guayana kommt er in Höhenlagen unter 500 Metern, im Süden Venezuelas bis 850 Meter, in Peru von Meeresspiegel bis 1800 Meter, meist aber unter 1200 Metern und in Ecuador bis 1600 Meter, meist aber unter 1100 Metern, vor.

## Migration
Der Schwarzkinn-Schattenkolibri gilt als Standvogel.

## Unterarten
Bisher sind vier Unterarten bekannt:
- Threnetes leucurus cervinicauda Gould, 1855[4] kommt vom Osten Kolumbiens über den Osten Ecuadors bis in den Osten Perus und den angrenzenden Westen des brasilianischen Bundesstaates Amazonas vor. Diese Subspezies hat eine hellgrau ockerfarbene Färbung am Bauch und hell zimtfarbene seitliche Schwanzfedern mit dunklen Spitzen.[2]
- Threnetes leucurus rufigastra Cory, 1915[5] ist vom zentralen Peru bis ins nordwestliche Bolivien verbreitet. Diese Unterart hat eine hellrotbraune bis ockerfarbene Färbung am Bauch und weiße seitliche Schwanzfedern mit dunklen Spitzen wie die Nominatform.[2]
- Threnetes leucurus leucurus (Linnaeus, 1766)[6] – die Nominatform kommt von Venezuela bis Suriname, den brasilianischen Bundesstaat Amazonas und den Norden Boliviens vor.
- Threnetes leucurus medianus Hellmayr, 1929[7] ist im Nordosten Brasiliens südlich des Amazonas verbreitet. Diese Unterart hat eine hellgrau ockerfarbene Färbung am Bauch und hell ockerfarbene seitliche Schwanzfedern mit schwärzlichen Spitzen.[2]

Threnetes hauxwelli Boucard, 1895 ist ein Synonym für T. l. cervinicauda. Polytmus Surinamensis Brison, 1760 ist ein Synonym für die Nominatform.
Lange galt der Schwarzkinn-Schattenkolibri als Unterart des Rußschattenkolibris, doch hat das South American Classification Committee eine Abspaltung in zwei Arten beschlossen. Threnetes niger loehkeni Grantsau, 1969 wird gelegentlich als Unterart des Schwarzkinn-Schattenkolibris betrachtet.

## Etymologie und Forschungsgeschichte
Die Erstbeschreibung des Schwarzkinn-Schattenkolibris erfolgte 1766 durch Carl von Linné unter dem wissenschaftlichen Namen Trochilus leucurus. Als Lebensraum gab er pauschal Südamerika (America Meridionalis) an. Erst 1852 führte John Gould die Gattung Threnetes ein. Dieser Name leitet sich vom griechischen θρηνητης, θρηνος, θρεομαι thrēnētēs, thrēnos, threomai für „Trauernder, klagen, kreischen“ ab. Der Artname leucurus ist ein griechisches Wortgebilde aus λευκός leukós für „weiß“ und -οὐρός, οὐρά -ourós, ourá für „-schwänzig, Schwanz“. Cervinicauda bildet sich aus dem lateinischen cervinus für „hirschfarben“ und cauda für „Schwanz“. Rufigastra setzt sich aus rufus für „rot“ und gaster für „Bauch“ zusammen. Medianus, medius ist das lateinische Wort für „Mitte“. Hauxwelli ehrt den britischen Forschungsreisenden John Hauxwell (1827–1919), der das Exemplar in Pebas im Jahr 1867 gesammelt hatte. Surinamensis bezieht sich auf das Land Suriname.